# غرايشا كونتريمان
غرايشا ألتا كونتريمان (26 نوفمبر 1866-26 يوليو 1953) كانت أمينة مكتبة معروفة على الصعيد الوطني ترأست مكتبة مينيابوليس العامة منذ عام 1904 حتى عام 1936. وكانت ابنة مزارعين مهاجرين هما ألتا وليفي كونتريمان. وكانت رائدة في العديد من الطرق لتسهيل الوصول إلى المكتبة وجعلها ميسرة لجميع سكان المدينة بغض النظر عن العمر أو الوضع الاقتصادي. وكانت كونتريمان تُسمى «السيدة الأولى في مينيابوليس» و«جين أدامز المكتبات».

## حياتها المهنية
تخرجت كونتريمان من جامعة مينيسوتا بدرجة البكالوريوس في العلوم عام 1889 وبدأت العمل في مكتبة مينيابوليس العامة تحت إشراف جيمس كيندال هوسمر. وكانت أول امرأة تترأس مكتبة في البلاد في مكتبة مينيابوليس العامة من عام 1904 حتى عام 1936. وعندما قبلت هذه الوظيفة علمت أنها ستجني ثلث أجر من سبقها أي نحو 2000.00 دولار سنويًا.
بسبب فلسفتها في التوعية أنشأت مجموعات وغرف قراءة في قاعات إطفاء الحرائق في مينيابوليس، والمصانع، والمستشفيات، ومنطقة قراءة في الهواء الطلق في غيتواي بارك. وكانت كونتريمان قيادية مؤهلة، وعلى مدار 32 عامًا كرئيسة للمكتبة ساعدت في زيادة نطاق المكتبة والوصول إلى أضعاف مضاعفة. كما أشرفت على بناء 12 فرعًا ومكتبة جوالة، وأضافت هي وموظفوها أكثر من 500000 مجلد إلى الفهرس الأساسي الموجود، وشجعت البرامج التي طورتها الأطفال على القراءة، والمراهقين والشباب على مواصلة تعليمهم، وساعدت البالغين في العثور على الوظائف في أوقات الحرب والركود والاكتئاب.
كانت نشطة للغاية في جمعية مكتبات مينيسوتا وشغلت منصب رئيستها في عامي 1904 و1905. وأسست لجنة مكتبة مينيسوتا وظلت الأمينة لتلك المجموعة حتى عام 1918. ومنذ عام 1912 حتى عام 1914 نظمت كونتريمان الرابطة النسائية الدولية للسلام والحرية وترأستها. كما عملت أيضًا في اللجنة الوطنية للحرية والخدمة الحربية ورابطة حرب النساء.
في عام 1931 حصلت على وسام الشرف للخدمة المدنية من قبل مجلس الخدمة بين الأعراق في مينيابوليس للخدمة المدنية المتميزة للعمل مع المهاجرين. وفي عام 1932 حصلت على درجة الماجستير الفخرية من جامعة مينيسوتا للخدمة العامة المتميزة؛ كانت هذه «الدرجة الفخرية الرابعة التي تمنحها الجامعة، والأولى التي تحصل عليها امرأة».
في عام 1934 شغلت كونتريمان منصب رئيسة جمعية المكتبات الأمريكية. وأجبرت على التقاعد عن عمر يناهز 70 عامًا في عام 1936.

## حياتها الشخصية
لم تتزوج كونتريمان قط ولكنها عاشت مع شريكتها ماري تود لمدة ثمانية وثلاثين عامًا. وفي مايو عام 1917 احتضنتا صبيًا مشردًا يُدعى ويلينغتون ويلسون، ومنحت كونتريمان الوصاية عليه فيما بعد. وغيّر ويلنغتون ويلسون اسمه لاحقًا إلى ويلنغتون كونتريمان. وتزوج في النهاية وسمى ابنته ألتا كونتريمان تيمنًا بوالدته بالتبني. وعاشت أسرة كونتريمان في شيكاغو في إلينوي، وتوفي ولينغتون في عام 1997.
لخص تأبين غرايشا كونتريمان حياتها تمامًا، «في شبابها كانت المكتبة مكانًا مقدسًا لحراسة كنوز الفكر، ولا يدخلها إلا الباحث والطالب. حملت حماستها القتالية الكتاب إلى كل جزء من المدينة والمقاطعة، وللطفل الصغير، وعامل المصنع، والمزارع، ورجل الأعمال، والمريض في المستشفى، والمكفوفين والمسنين».